# ماكسيس
ماكسيس (بالإنجليزية: Maxis)‏ (سابقًا ماكسيس سوفتوير) هي شركة تطوير ونشر ألعاب فيديو أمريكية تأسست كشركة مستقلة مطورة لألعاب الفيديو عام 1987، ثم أصبحت شركة تابعة لـ إلكترونيك آرتس في 1997. من ألعابها: سلسلة ذا سيمز.

## الألعاب
- سيم سيتي
- سيم سيتي 2000
- سيم سيتي 3000
- ذا سيمز
- السيمز 2
- سيم سيتي 4
- سبور
- ذي سيمز 3
- سيم سيتي
- ذي سيمز 4
- فول تيلت! بنبول
- ذا سيمز 2: يونيفرسيتي